# 田子彬
田子彬（1923年—1951年6月29日），河北省寧津縣人，中央警官學校正科第十八期畢業，河北省政府警務處科員，戰後來台化名柳風協助掩護接應共諜的任務，因蘇藝林案判處死刑1951年6月29日槍決於台北水源路刑場。

## 生平
田子彬，1923年生於河北省寧津縣，中央警官學校正科第十八期畢業，曾任河北省政府警務處科員、河北省良鄉縣警察局科長，戰後赴台，在高雄港務警察所服務，擔任港務警察所派在高雄港之聯合檢查處巡官。
1948年中共中央社會部部長李克農先後派遣朱芳春(化名非)、蕭明華、周一粟等多名特工赴台發展組織。其中，蘇藝林負責軍事情蒐，為了方便掩護中共派遣來臺工作的人員，由蘇藝林爭取田子彬加入地下組織，化名柳風，田子彬加入後協助接應香港、九龍方面來台的潛伏者，並協助辦理非等人的出境證件。實際上，田子彬因其兄長與蘇藝林為故交而熟識，並經常供應田子彬學用花費，田子彬來台後分發到高雄港警所，因此來台後成為蘇藝林重要爭取對象。
1950年2月蕭明華因非在大陸身分遭偵破在住處被逮捕，5月相關人等陸續遭到逮捕，1951年7月全案偵查進入後續收網階段，調查局在香港新聞天地週刊刊登整刊的特稿，以李克農照片為封面，標題中共社會部首領李克農的潛台組織已被一網打盡。
田子彬與同案蘇藝林、陳平、周一粟、安學林、張慶、嚴明森、孫玉林、劉維杰、白靜寅、徐毅、余熙、葛仲卿、譚興坦、林振成、簡桂生、馬學樅、李學驊共18人被判處死刑，1951年6月29日槍決於水源路刑場，葬於六張犁。

## 紀念
2013年10月，北京西山國家森林公園的無名英雄廣場上立有無名英雄紀念碑，為紀念來台灣在1950年代被處決「隱蔽戰線烈士」而設立。田子彬銘刻於紀念碑上，為中国國家安全部追認之中華人民共和國烈士。

## 平反
2018年10月4日，促進轉型正義委員會第一批平反，依據促轉會107年9月26日本會第9次委員會議決議，撤銷受難者林慶雲君等1270人之刑事有罪判決暨其刑，其中(40)安潔字第 436 號，有關田子彬意圖以非法之方法顛覆政府而著手實行之有罪判決暨其刑及沒收之宣告正式撤銷。